# 末結希
末 結希（すえ ゆうき、1993年11月3日 - ）は、日本の女子ラグビーユニオン選手。三重パールズに所属する。

## プロフィール
- 長崎県出身。
- 身長 162cm、体重 60kg
- ポジションはプロップ(PR)[1]。
- 7人制女子日本代表に選ばれたことがある[2]。
- 15人制女子日本代表にも選ばれたことがある[3]。

## 来歴
3歳からラグビーを始めた。
2012年、長崎西高校卒業後、東京学芸大学に入る。
2016年、東京学芸大学卒業後、熊谷市職員になった
2017年、女子ラグビーワールドカップ2017の15人制女子日本代表に選ばれた。